# Ariel Zuckermann
Ariel Zuckermann (* 1973 in Tel Aviv) ist ein israelischer Dirigent und Flötist mit Tätigkeitsschwerpunkt in Europa und Israel, seit Saisonbeginn 2015/16 Chefdirigent des Israel Chamber Orchestra und seit Anfang 2021 künstlerischer Leiter des Georgischen Kammerorchesters Ingolstadt.

## Werdegang
Ariel Zuckermann studierte zunächst Flöte bei Paul Meisen und András Adorján an der Musikhochschule München. Weitere Studien folgten bei Alain Marion und Aurèle Nicolet. Seine Dirigierstudien begann er bei Jorma Panula an der Königlichen Musikhochschule Stockholm. Im Mai 2004 legte er sein Dirigierdiplom bei Bruno Weil an der Musikhochschule München ab.
Als Flötist ist Ariel Zuckermann mehrfacher Preisträger nationaler und internationaler Wettbewerbe. Seit 2002 ist er Solist des renommierten Ensembles The World Quintet (vormals Kol Simcha), mit dem er weltweit Aufnahmen und Konzerte absolviert. So spielte er unter der Leitung von namhaften Dirigenten wie Lorin Maazel, Daniel Barenboim, Zubin Mehta und Riccardo Muti Konzerte mit dem Symphonieorchester des Bayerischen Rundfunks, den Münchner Philharmonikern, dem Israel Philharmonic Orchestra und an der Bayerischen Staatsoper München. Als Kammermusiker und Solist ist Ariel Zuckermann in Europa, Israel und Asien tätig.
Als Dirigent gründete er im März 2001 das Hermes-Orchester München, das vorwiegend aus führenden Mitgliedern verschiedener deutscher Orchester, Professoren der Musikhochschule München und Solisten besteht. Mit diesem Orchester verbindet ihn nach wie vor eine enge Zusammenarbeit.
Ariel Zuckermann wurde für die Saison 2003/2004 zum Assistenzdirigenten von Iván Fischer bei dessen Festival Orchester Budapest gewählt. In enger Zusammenarbeit mit Iván Fischer erarbeitete er sich nicht nur durch Probenarbeit ein großes Dirigierrepertoire, sondern leitete auch Konzerte dieses Orchesters.
Von Januar 2007 bis 2013 war er Chefdirigent des Georgischen Kammerorchesters Ingolstadt. In dieser Funktion arbeitete er mit Künstlern wie Zoltán Kocsis, Tabea Zimmermann, Heinrich Schiff und Diana Damrau zusammen.
Weitere Dirigate umfassen Konzerte und Aufnahmen u. a. mit dem Orquesta Sinfónica de Euskadi, Israel Philharmonic Orchestra, Sinfonieorchester Basel, Bach Collegium München, Israel Symphony Orchestra Rishon-Lezion, Saarländischen Staatstheater, den Münchner Symphonikern, Hofer Symphonikern sowie der Staatsphilharmonie Rheinland-Pfalz.
Seit Beginn der Saison 2015/16 ist er Chefdirigent des Israel Chamber Orchestra, außerdem seit Anfang 2021 erneut künstlerischer Leiter des Georgischen Kammerorchesters Ingolstadt.

## Werke
- Hui Buh Ost CD, 2006.
- Das Jesus Video (Soundtrack), CD 2002.
- The World Quintet, The World Quintet/Herbert Grönemeyer, CD 2003.
- Selma – in Sehnsucht eingehüllt, Gedichte von Selma Meerbaum-Eisinger, David Klein/The World Quintet, CD 2005.